# 这一刻，想见你
《这一刻，想见你》（英文：In My Heart）是一部2020年马来西亚华语爱情音乐电影。本片讲述热爱音乐的男生阿乐，因弟弟意外陷入昏迷后而自责，在大学里遇到一个奇特的庞克女生怪兽，两人通过音乐治愈对方的爱情故事。
主演包括涂善存、俊倩、原腾、车志立、徐凯、黄一飞。本片于2020年9月27日在马来西亚上映。
本片由陈立谦执导，并汇聚多首知名马来西亚本地流行与经典中文歌曲。

## 故事简介
两兄弟阿乐、阿原热爱音乐，有一晚，为了试弹学校礼堂的昂贵钢琴，两人冒险夜闯礼堂。没想到在躲避保安的逃跑时，弟弟阿原不幸发生严重意外，昏迷在院。阿乐变得郁郁寡欢，深深自责，但依然带着两兄弟承诺过的音乐梦想继续前进。来到大学的阿乐，结识了同样热爱音乐的搞笑室友牛车轮，生活里还闯入一位庞克装扮的少女怪兽。阿乐打开心房，学会如何面对昏迷的弟弟，父母和一直在身边鼓励他的怪兽。当他鼓起勇气向怪兽表白时，奈何天意弄人，两人的生活发生突变。音乐梦想、昏迷的阿原，以及阿乐和怪兽的故事会如何？

## 演员
- 饰演 陳子樂（阿樂）
- 俊倩 饰演 怪兽
- 原腾 饰演 陳子原（阿原）
- 车志立 饰演 牛车轮
- 徐凯 饰演 李永律
- 黄一飞 饰演 怪兽爸

## 制作与发行
本片由大马导演陈立谦执导，主演有台湾演员涂善存，马来西亚演员原腾，和歌手Zen俊倩、车子车志立、Uriah徐凯、以及资深本地歌手黄一飞。
本片于2020年4月24日在台湾院线上映和中国爱奇艺上线。本片原定于4月同步在马来西亚上映，但是因2019冠状病毒病疫情影响而延迟，并于2020年8月20日在新加坡上映，定档2020年9月27日在马来西亚上映。

## 音樂
电影歌曲以多首马来西亚经典与流行中文歌曲为主。 本片是为庆祝大马华语乐坛30周年而制作，片中加入很多马来西亚知名前辈歌手和歌曲，包括《用马来西亚的天气说爱你》、《漫步月光下》、《想见你》、《你的歌》、《对面的女孩看过来》以及《太阳雨》等等。
电影主题曲《思念你》由Zen俊倩演唱，而东于哲成员晓东的首支个人单曲《陈氏情歌》以插曲亮相。
| 《這一刻，想見你》電影原聲帶    | 《這一刻，想見你》電影原聲帶           |
| 原创歌曲                        | 详情                                   |
| ------------------------------- | -------------------------------------- |
| 主题曲《思念你》(Missing You)   | 演唱：Zen俊倩 作詞/作曲：郭文翰        |
| 插曲《陳氏情歌》(What About Me) | 演唱：郭晓东 作詞：饒彗冰 作曲：吳振豪 |